# 第37ヘリコプター海洋打撃飛行隊 (アメリカ海軍)
第37ヘリコプター海洋打撃飛行隊（だい37ヘリコプターかいようだげきひこうたい、英: Helicopter Maritime Strike Squadron 37、略称：HSM-37）は、アメリカ海軍太平洋艦隊ヘリコプター海洋打撃航空団隷下のヘリコプター部隊。愛称はイージーライダーズ。1975年7月3日に第37軽ヘリコプター対潜飛行隊（英: Anti-Submarine Squadron Light 37、略称：HSL-37）として編成され、2013年10月1日に第37ヘリコプター海洋打撃飛行隊へ改編された。ハワイ州のカネオヘ・ベイ海兵隊航空基地に所在し、パールハーバー・ヒッカム統合基地を拠点とするすべてのタイコンデロガ級ミサイル巡洋艦およびアーレイ・バーク級ミサイル駆逐艦に艦載ヘリコプター戦力を提供する。哨戒ヘリコプターとしてMH-60Rを運用する。なお、遠征飛行隊に指定されており、必要に応じて遠征部隊に組み込まれる。

## 沿革
- 1975年7月3日 - ハーバーズ・ポイント海軍航空基地（英語版）にて、第37軽ヘリコプター対潜飛行隊編成。
- 1992年2月6日 - SH-60Bへ機種更新[1]。
- 1999年2月 - カネオヘ・ベイ海兵隊航空基地へ移駐[3]。
- 2013年9月 - MH-60R配備開始[4]。
  - 10月1日 - 第37ヘリコプター海洋打撃飛行隊へ改編[1]。
- 2015年2月3日 - SH-60B運用終了[1]。

## 配備基地の変遷
- ハーバーズ・ポイント海軍航空基地（英語版）（ハワイ州ホノルル郡）（1975年7月 - 1999年2月）
- カネオヘ・ベイ海兵隊航空基地（ハワイ州ホノルル郡）（1999年2月 - ）

## 歴代運用機
- 哨戒ヘリコプター
  - SH-2F（1975年 - 1992年）
  - SH-60B（1992年 - 2015年）
  - MH-60R（2013年 - ）

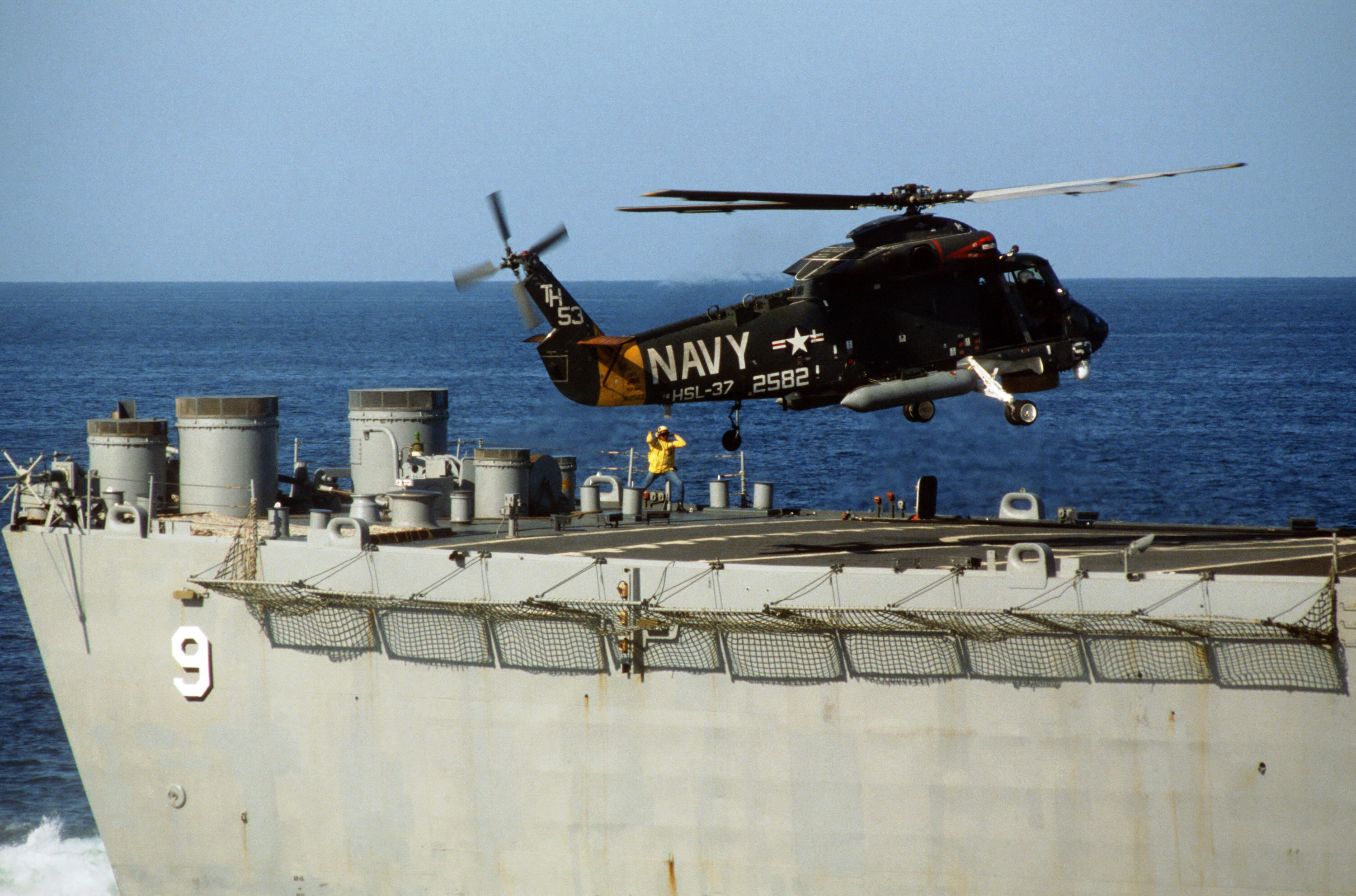
HSL-37時代に運用したSH-2F
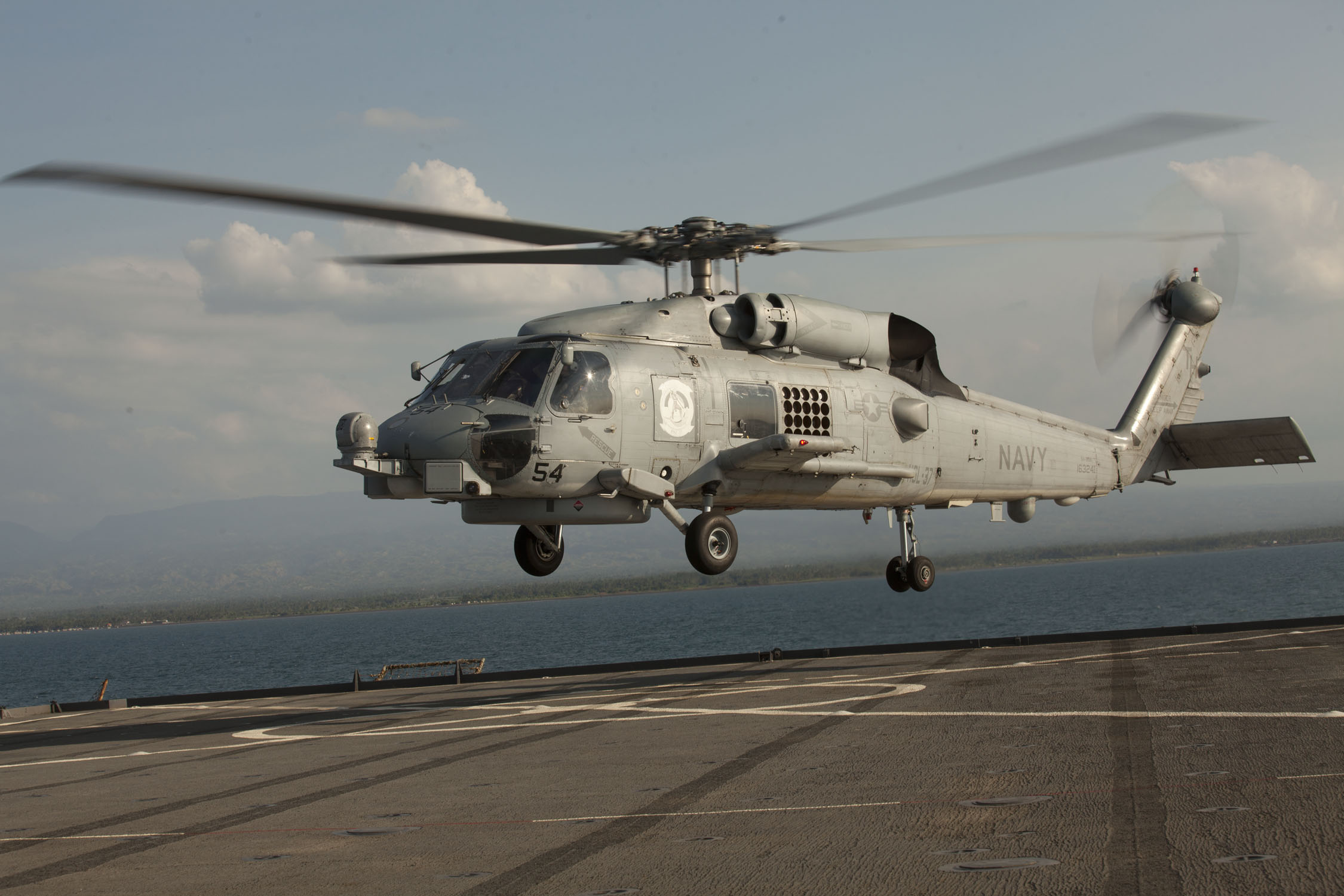
HSL-37時代に運用したSH-60B
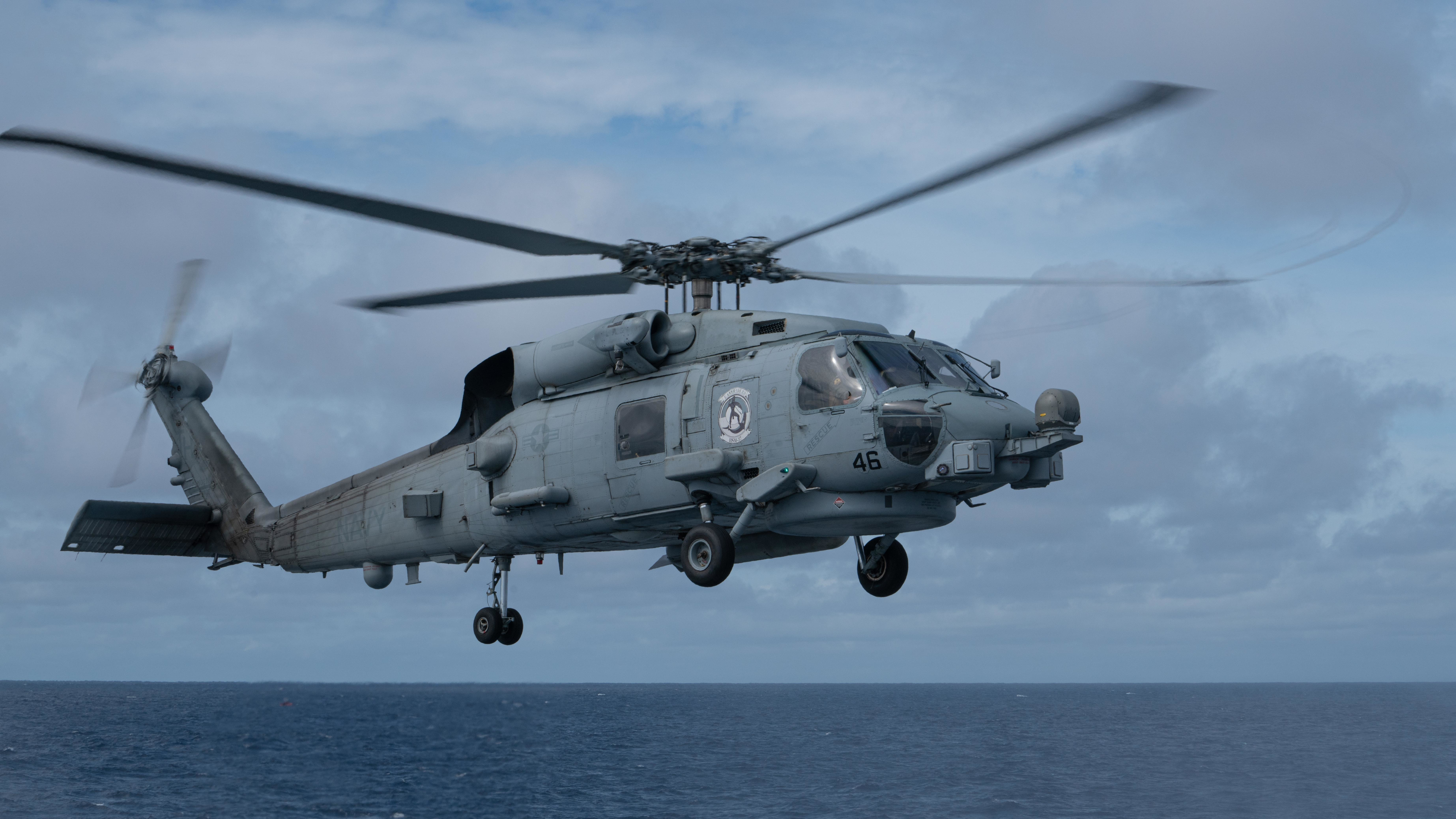
HSM-37のMH-60R